# 澤列尼蓋 (巴什坦卡區)
47°23′39″N 32°12′8″E / 47.39417°N 32.20222°E
澤列尼蓋（烏克蘭語：Зелений Гай），是烏克蘭的村落，位於該國南部尼古拉耶夫州，由巴什坦卡區負責管轄，始建於1815年，面積0.07平方公里，海拔高度85米，2001年人口7，人口密度每平方公里100人。